# Patellapis unifasciata
Patellapis unifasciata är en biart som först beskrevs av Cockerell 1937.  Patellapis unifasciata ingår i släktet Patellapis och familjen vägbin. Inga underarter finns listade i Catalogue of Life.